# Aspiración (fonética)
En fonética, la aspiración es una fuerte explosión de aire que acompaña la relajación (o el inicio en el caso de la preaspiración) de una obstruyente.
El signo diacrítico para denotar la aspiración en el Alfabeto Fonético Internacional (AFI) es un superíndice "h", [ʰ]. Las consonantes no aspiradas normalmente no se marcan explícitamente como tales, aunque existe un diacrítico especial cuando se quiere indicar explícitamente mediante el diacrítico [⁼].

## Ejemplos
En la mayoría de los dialectos del español, no hay diferencias notables de aspiración en las oclusivas y otros tipos de obstruyentes. Aunque sí existen en lenguas como el inglés donde existe una audible diferencia entre palabras como pin 'insignia' ([pʰɪn]) y spin 'giro' ([spɪn]). En español sólo ocurre como característica fonética secundaria en ciertos dialectos, por ejemplo el murciano y algunas variedades de andaluz en oclusivas que siguen a una -s implosiva como en:
¡Está aquí! pronunciado [eʔˈt(ʰ)aːˈki] o  [eˈtː(ʰ)aːˈki], frente a una pronunciación más general [esˈta:ˈki].
En diversas lenguas, como el chino, existe una oposición fonológica entre oclusivas aspiradas y no aspiradas, en lugar de existir una oposición entre oclusivas sordas y sonoras, como se da por ejemplo en las lenguas romances; en algunas lenguas, como el sánscrito, lengua clásica de la India, se dan a la vez ambos tipos de oposición.

## Descripción
Las consonantes sordas se articulan con las cuerdas vocales abiertas, mientras que las consonantes sonoras se articulan con las cuerdas vocales parcialmente cerradas. La aspiración se da en las consonantes sordas cuando las cuerdas vocales permanecen abiertas un tiempo notorio tras la relación de la obstrucción de la consonante. Una sencilla manera de asignar el carácter aspirado a una consonante es medir el VOT (voice onset time) o "tiempo de inicio de la sonoridad" de la vocal sonora que siga a la consonante.

## Patrones de uso
En inglés, las oclusivas sordas se articulan como aspirada por la mayoría de los hablantes cuando aparecen en posición inicial absoluta o al inicio de una sílaba tónica como en pin, Kate, tone. Sin embargo, no se articulan como aspiradas cuando el ataque silábico tiene s- como en spin, skate, stone.
Las consonantes aspiradas no siempre aparecen seguidas de vocales u otros sonidos sonoros; de hecho, en armenio oriental, la aspiración contrasta fonológicamente incluso en posición final de palabra. Por ejemplo en los siguientes pares mínimos bard͡z 'almohada' - bart͡s⁼ 'difícil' y bart͡sʰ 'alto'.
En muchas lenguas, como el chino, las lenguas indoarias, las lenguas dravídicas, el islandés, el coreano, el tai, el griego antiguo y un buen número de lenguas indígenas de Norteamérica, existe una oposición fonológica entre las oclusivas no aspiradas [p⁼ t⁼ k⁼] y las aspiradas [pʰ tʰ kʰ], pese a que la mayoría de las lenguas del mundo carece de consonantes aspiradas.
En las variantes del alemánico, existen consonantes no aspiradas [p⁼ t⁼ k⁼] así como aspiradas [pʰ tʰ kʰ], siendo interpretadas estas últimas como grupos consonánticos. En danés y en la mayor parte de las variedades meridionales del alemán, las consonantes lenes transcritas por razones históricas como ‹b d ɡ› se distinguen de las correspondientes fortes ‹p t k› principalmente por la ausencia de aspiración en las "lenes".
En islandés, existen consonantes fonéticamente preaspiradas [ʰp ʰt ʰk], que algunos especialistas consideran fonológicamente como grupos consonánticos. Las consonantes preaspiradas también aparecen en las lenguas laponas, por ejemplo en el idioma saami skolt, donde las oclusivas sordas /p, t, c, k/ se pronuncian como preaspiradas ([ʰp, ʰt, ʰc, ʰk]) cuando no aparecen en posición final.
Un universal lingüístico es que las lenguas que tienen oposición fonológica aspiración también tendrán fricativa glotal sorda /h/ o fricativa glotal sonora /ɦ/.

## Grados de aspiración
Debe señalarse que existen diferentes grados de aspiración. Así el armenio y el cantonés tienen aspiraciones más o menos igual de largas que las que se encuentran en las oclusivas sordas del inglés. En cambio, el coreano tiene aspiradas que lo son ligeramente, junto a otras fuertemente aspiradas (variando en uno y otro caso el VOT). 
Un signo caído en desuso del AFI para la aspiración ligera es [ ʻ ] (es decir, como el signo rotado de una eyectiva), aunque en la actualidad no se usa mucho (aunque algunos americanistas todavía lo usan).
No existe un signo específico para la aspiración fuerte, aunque ocasionalmente el signo [ʰ] se ha usado redoblado como por ejemplo para indicar la oposición existente en coreano entre *[kʻ ] y *[kʰʰ]. Nótese sin embargo que actualmente estos signos se transcriben casi universalmente como [k] y [kʰ] (aunque técnicamente el primero está ligeramente aspirado y el segundo fuertemente aspirado). 
Las aspiración también varía con el punto de articulación. En español, por ejemplo, las oclusivas /p t k/ tienen VOTs aproximados de 5, 10 y 30 milisegundos, mientras que en inglés /p t k/ tienen VOTs de alrededor de 60, 70 y 80 ms. Para el coreano se ha medido VOTs promedios de 20, 25 y 50 ms para /p t k/ y de 90, 95 y 125 para /pʰ tʰ kʰ/.[cita requerida]

## Uso de los signos[ʰ]y[ʱ]
El término «aspiración» y el signo de aspiración se usan a veces con las oclusivas sonoras, como en [dʰ]. Sin embargo, esta «aspiración de sonoras» es un fenómeno diferente que se conoce como voz murmurada, y puede ser denotado más propiamente como [d̤] o [dʱ]. Algunos lingüistas restringen el uso de subíndice [  ̤] a las sonorantes, tales como las vocales y las nasales, que se articulan murmuradamente durante toda su duración, y usan el superíndice [ʱ] para la relajación de las obstruyentes murmuradas. Cuando las murmuradas se incluyen bajo el término «aspiración», como es práctica común en la lingüística indoaria, se suelen usar los términos «aspiración sorda» y «aspiración sonora» para evitar la ambigüedad.